# Setodes harar
Setodes harar is een schietmot uit de familie Leptoceridae. De soort komt voor in het Oriëntaals gebied.